# Norberta da Cruz dos Santos
Norberta da Cruz dos Santos (geboren 2001) ist eine osttimoresische Leichtathletin und Behindertensportlerin. Sie repräsentierte Timor Leste bei den Special Olympics World Summer Games 2019 in Abu Dhabi und den Special Olympics World Summer Games 2023 in Berlin im Bereich Leichtathletik. Bei beiden Weltspielen gewann sie eine Goldmedaille.

## Leben und Karriere
Bei den Special Olympics World Summer Games 2019 erwarb sie mit 00:24.66 eine Goldmedaille im Hundertmeterlauf in der Wettbewerbsklasse F06. Beim 200-Meter-Lauf in der Wettbewerbsklasse F01 wurde sie aus technischen Gründen disqualifiziert.
Bei den Special Olympics World Summer Games 2023 in Berlin gewann sie im Hundertmeterlauf in Level D, Wettbewerbsklasse 4 mit 00:27.76 ebenfalls Gold. Damit verwies sie die deutsche Athletin Miriam Klimetzek auf den zweiten Platz. Im Kugelstoßen erreichte da Cruz dos Santos in Level D in der Wettbewerbsklasse F03 mit 3,10 Meter eine Silbermedaille. Damit war sie die Erfolgreichste der osttimoresischen Delegation, in der sich außer ihr noch Felizarda Marçal da Costa und Oscar Alexandrinho befanden.